# Listă de munți care au altitudinea peste 8.000 de m

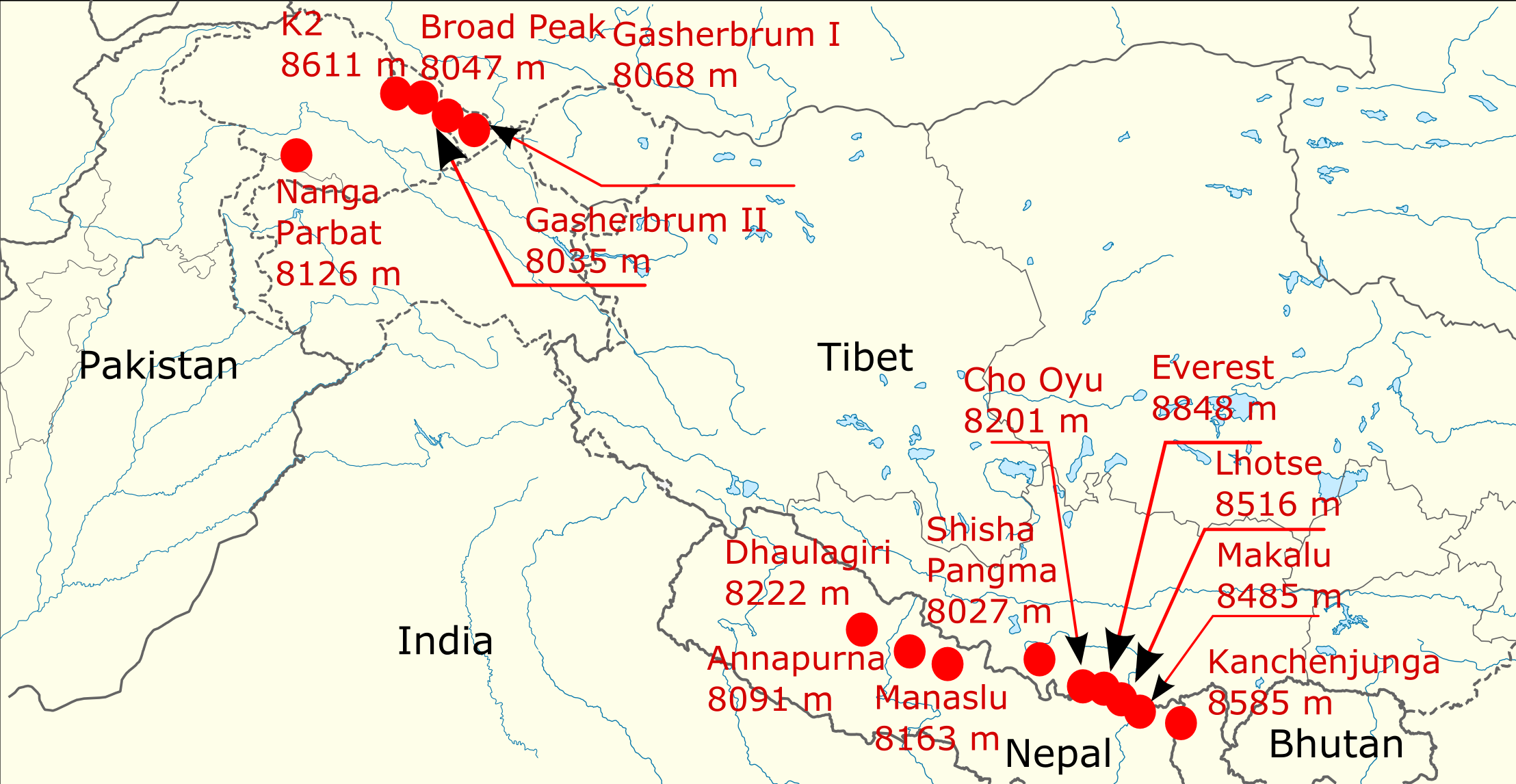
Amplasarea celor 14 munţi care au altitudinea peste 8.000 de m

Lista munților care au altitudinea peste 8000 de metri deasupra nivelului mării cuprinde paisprezece munți, toți situați în lanțul muntos Himalaya-Karakorum din Asia.
Prima încercare de cucerire a unui vîrf de peste 8000 de metri a fost consemnată în 1895, când britanicii Albert F. Mummery și J. Norman Collie sunt uciși de o avalanșă pe muntele Nanga Parbat.
Prima ascensiune reușită a fost cea a francezilor Maurice Herzog și Louis Lachenal, care au cucerit vârful Annapurna I în ziua de 3 iunie 1950.

## Vârfuri principale
| Vârf          | Altitudine | Țara           | Prima ascensiune  | Primii alpiniști pe vârf | Prima ascensiune românească | Primii alpiniști români pe vârf |
| ------------- | ---------- | -------------- | ----------------- | --- | --------------------------- | ------------------------------- |
| Everest       | 8848 m     | Nepal/China    | 29 mai 1953       | Edmund Hillary, Tenzing Norgay                                                                                              | 17 mai 1995                 | Constantin Lăcătușu             |
| K2            | 8611 m     | China/Pakistan | 31 iulie 1954     | Achille Compagnoni, Lino Lacedelli                                                                                          | 28 iulie 2004               | Horia Colibășanu                |
| Kangchenjunga | 8586 m     | Nepal/India    | 25 mai 1955       | George Band, Joe Brown | 7 mai 2022                  | Horia Colibășanu                |
| Lhotse        | 8516 m     | Nepal/China    | 18 mai 1956       | Fritz Luchsinger, Ernst Reiss                                                                                               |                             | [ 3 ]                           |
| Makalu        | 8485 m     | Nepal/China    | 15 mai 1955       | Jean Couzy, Lionel Terray                                                                                                   | 12 mai 2008                 | Alexandru Găvan                 |
| Cho Oyu       | 8188 m     | Nepal/China    | 19 octombrie 1954 | Joseph Joechler, Pasang Dawa Lama, Herbert Tichy                                                                            | 24 septembrie 1998          | Constantin Lăcătușu             |
| Dhaulagiri I  | 8167 m     | Nepal          | 13 mai 1960       | Kurt Diemberger, Peter Diener, Nawang Dorje, Nima Dorje, Ernst Forrer, Albin Schelbert                                      | 01 mai 2007                 | Horia Colibășanu                |
| Manaslu       | 8163 m     | Nepal          | 09 mai 1956       | Toshio Imanishi Gyalzen Norbu                                                                                               | 29 aprilie 2006             | Horia Colibășanu                |
| Nanga Parbat  | 8126 m     | Pakistan       | 03 iulie 1953     | Hermann Buhl | 1997                        | Mihai Cioroianu                 |
| Annapurna I   | 8091 m     | Nepal          | 03 iunie 1950     | Maurice Herzog Louis Lachenal                                                                                               | 27 aprilie 2010             | Horia Colibășanu                |
| Gasherbrum I  | 8080 m     | China/Pakistan | 05 iulie 1958     | Andrew Kauffman, Pete Schoening                                                                                             | 30 iulie 2007               | Alexandru Găvan                 |
| Broad Peak    | 8051 m     | China/Pakistan | 09 Jun 1957       | Fritz Wintersteller, Marcus Schmuck, Kurt Diemberger, Hermann Buhl                                                          | 2 august 1992               | Constantin Lăcătușu             |
| Gasherbrum II | 8034 m     | China/Pakistan | 08 iulie 1956     | Fritz Moravec, Josef Larch, Hans Willenpart                                                                                 | 26 iulie 1998               | Mihai Cioroianu                 |
| Shishapangma  | 8027 m     | China          | 02 mai 1964       | Hsu Ching, Chang Chun-yen, Wang Fuzhou, Chen San, Cheng Tien-liang, Wu Tsung-yue, Sodnam Doji, Migmar Trashi, Dorji, Tonten | 30 aprilie 2013             | Alexandru Găvan                 |

## Lista alpiniștilor care au urcat pe fiecare munte de peste 8000 m
Coloana „Fără O2” indică alpiniștii care au urcat pe fiecare munte de peste 8000 m fără să folosească butelii de oxigen.
|    | Fără O2 (ordine) | Nume               | Perioadă  | Anul nașterii | Vârsta | Nationalitatea |  |
| -- | ---------------- | ------------------ | --------- | ------------- | ------ | -------------- |  |
| 1  | 1                | Reinhold Messner   | 1970-1986 | 1944          | 42     | Italian        |  |
| 2  |                  | Jerzy Kukuczka     | 1979-1987 | 1948          | 39     | Polonez        |  |
| 3  | 2                | Erhard Loretan     | 1982-1995 | 1959          | 36     | Elvețian       |  |
| 4  |                  | Carlos Carsolio    | 1985-1996 | 1962          | 33     | Mexican        |  |
| 5  |                  | Krzysztof Wielicki | 1980-1996 | 1950          | 46     | Polonez        |  |
| 6  | 3                | Juanito Oiarzabal  | 1985-1999 | 1956          | 43     | Spaniol        |  |
| 7  |                  | Sergio Martini     | 1983-2000 | 1949          | 51     | Italian        |  |
| 8  |                  | Young Seok Park    | 1993-2001 | 1963          | 38     | Sud-corean     |  |
| 9  |                  | Uhm Hong gil       | 1988-2001 | 1960          | 40     | Sud-corean     |  |
| 10 | 4                | Alberto Iñurrategi | 1991-2002 | 1968          | 33     | Spaniol        |  |
| 11 |                  | Wang Yong Han      | 1994-2003 | 1966          | 37     | Sud-corean     |  |
| 12 | 5                | Ed Viesturs        | 1989-2005 | 1959          | 46     | American       |  |
| 13 | 6                | Silvio Mondinelli  | 1993-2007 | 1958          | 49     | Italian        |  |
| 14 | 7                | Ivan Vallejo       | 1997-2008 | 1959          | 49     | Ecuadorian     |  |
| 15 | 8                | Denis Urubko       | 2000-2009 | 1973          | 35     | Kazah          |  |
| 16 |                  | Ralf Dujmovits     | 1990-2009 | 1961          | 47     | German         |  |
| 17 | 9                | Veikka Gustafsson  | 1993-2009 | 1968          | 41     | Finlandez      |  |
| 18 | 10               | Andrew Lock        | 1993-2009 | 1961          | 48     | Australian     |  |

## Ascensiuni reușite ale alpiniștilor români
|    | Vârf                                         | Data               | Alpinist                                        |
| -- | -------------------------------------------- | ------------------ | ----------------------------------------------- |
| 1  | Broad Peak                                   | 2 august 1992      | Constantin Lăcătușu                             |
| 2  | Everest (8.848 m) — primul optmiar           | 17 mai 1995        | Constantin Lăcătușu                             |
| 3  | Nanga Parbat                                 | 1997               | Mihai Cioroianu                                 |
| 4  | Gasherbrum II                                | 26 iulie 1998      | Mihai Cioroianu                                 |
| 5  | Cho Oyu                                      | 24 septembrie 1998 | Constantin Lăcătușu                             |
| 6  | Dhaulagiri                                   | Octombrie 1999     | Constantin Lăcătușu                             |
| 7  | Everest                                      | 22 mai 2003        | Fane Tulpan, Marius Gane, Lucian Bogdan         |
| 8  | K2 (8.611 m) al 2-lea optmiar                | 28 iulie 2004      | Horia Colibășanu                                |
| 9  | Shishapangma Central Summit                  | Iulie 2005         | Cristian Tzecu, Dragoș Dubina, Cătălin Moraru   |
| 10 | Manaslu (8163 m) al 8-lea optmiar            | 29 aprilie 2006    | Horia Colibășanu                                |
| 11 | Cho Oyu                                      | 2 octombrie 2006   | Cristian Tzecu, Catalin Neacsu, Alexandru Găvan |
| 12 | Dhaulagiri (8167 m) al 7-lea optmiar         | 01 mai 2007        | Horia Colibășanu                                |
| 13 | Gasherbrum I                                 | 30 iulie 2007      | Alexandru Găvan                                 |
| 14 | Makalu                                       | 12 mai 2008        | Alexandru Găvan                                 |
| 15 | Gasherbrum II                                | 30 iunie 2008      | Marius Gane                                     |
| 16 | Cho Oyu                                      | 19 mai 2009        | Teodora Vid                                     |
| 17 | Shishapangma Central Summit                  | 27 septembrie 2009 | Horia Colibășanu                                |
| 18 | Annapurna I (8091 m) al 10-lea optmiar       | 27 aprilie 2010    | Horia Colibășanu                                |
| 19 | Makalu (8485 m) al 5-lea optmiar             | 21 mai 2011        | Horia Colibășanu                                |
| 20 | Kangchenjunga (8.586 metri) al 3-lea optmiar | 7 mai 2022         | Horia Colibășanu                                |

## Galerie de imagini

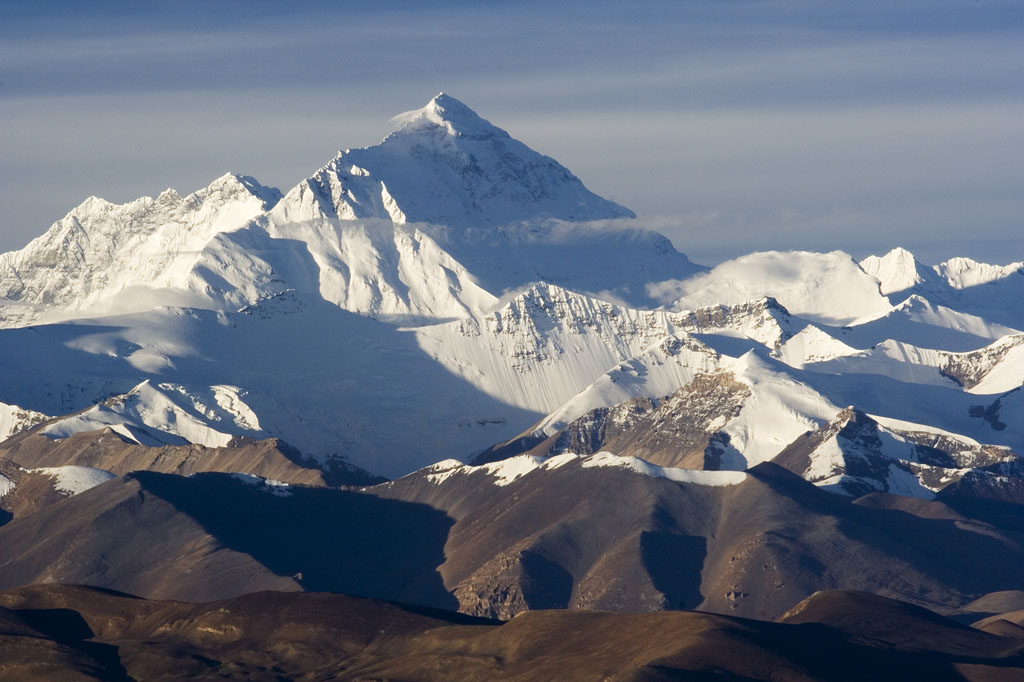
Everest
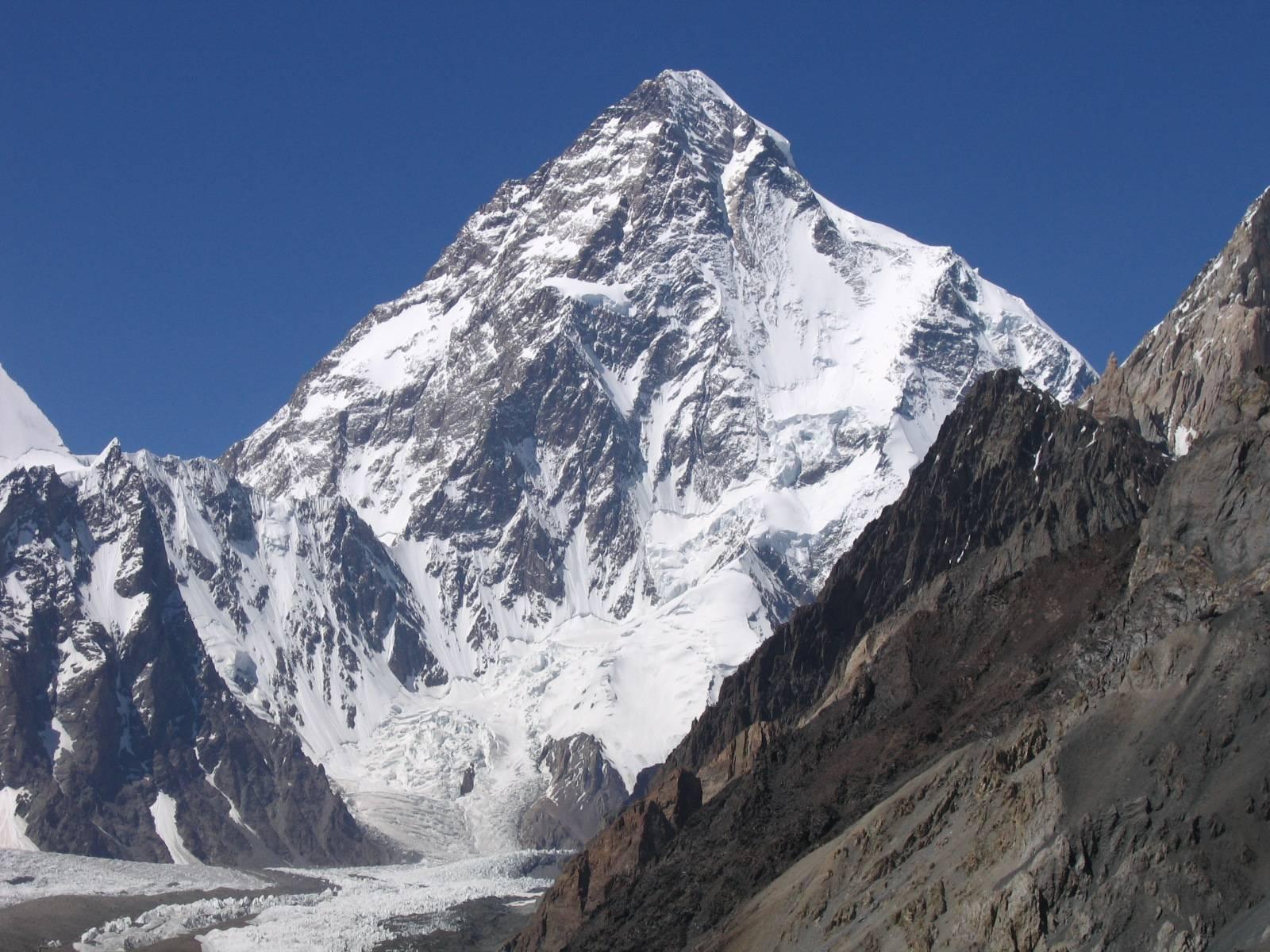
K2
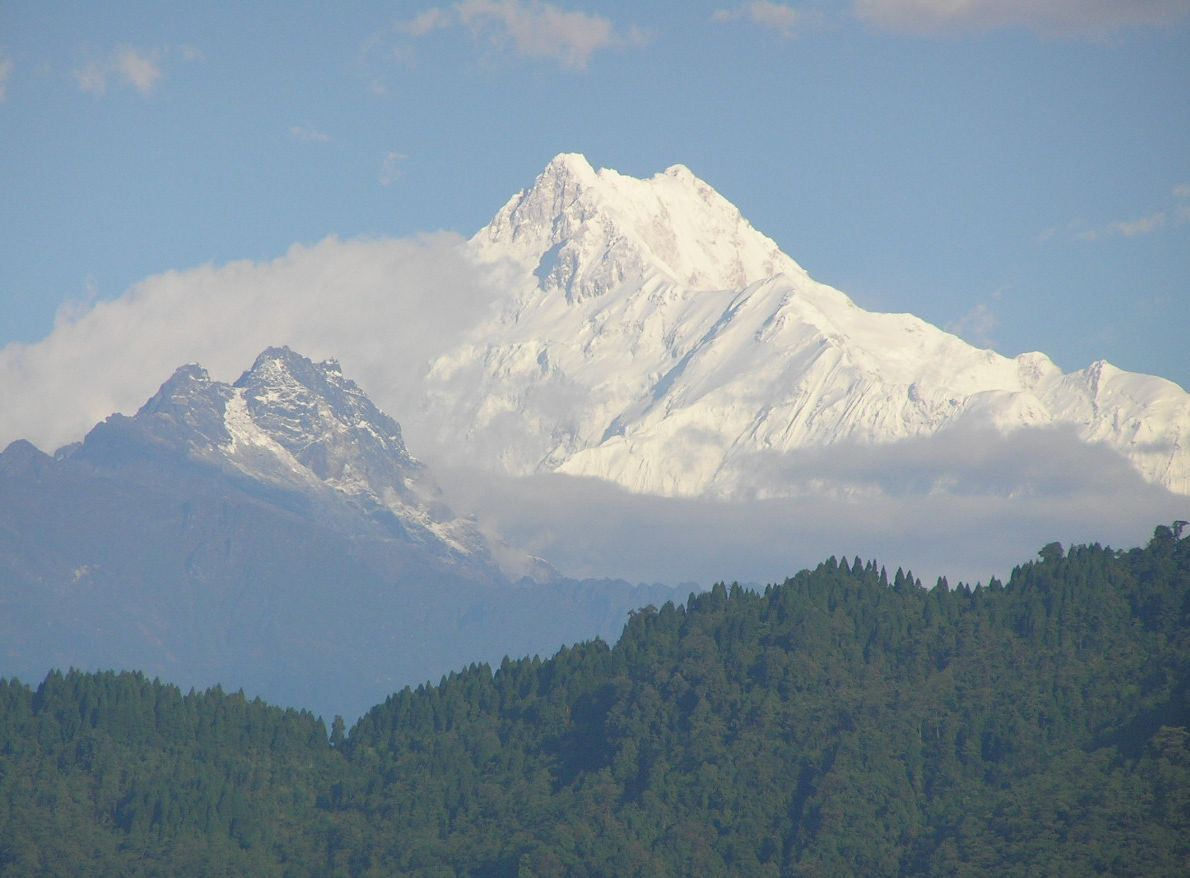
Kangchenjunga
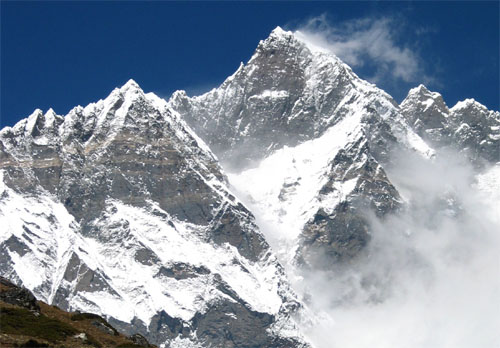
Lhotse
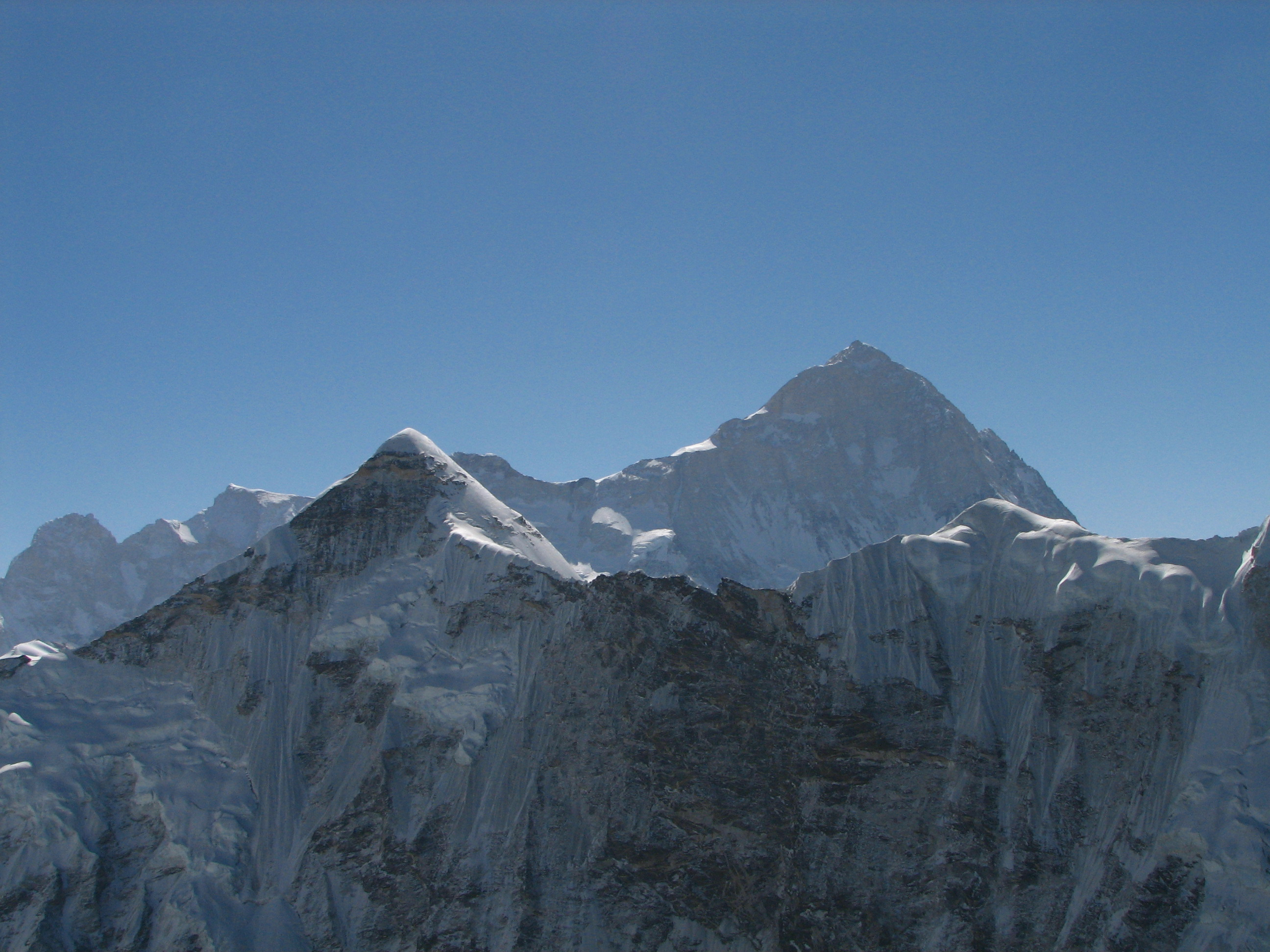
Makalu
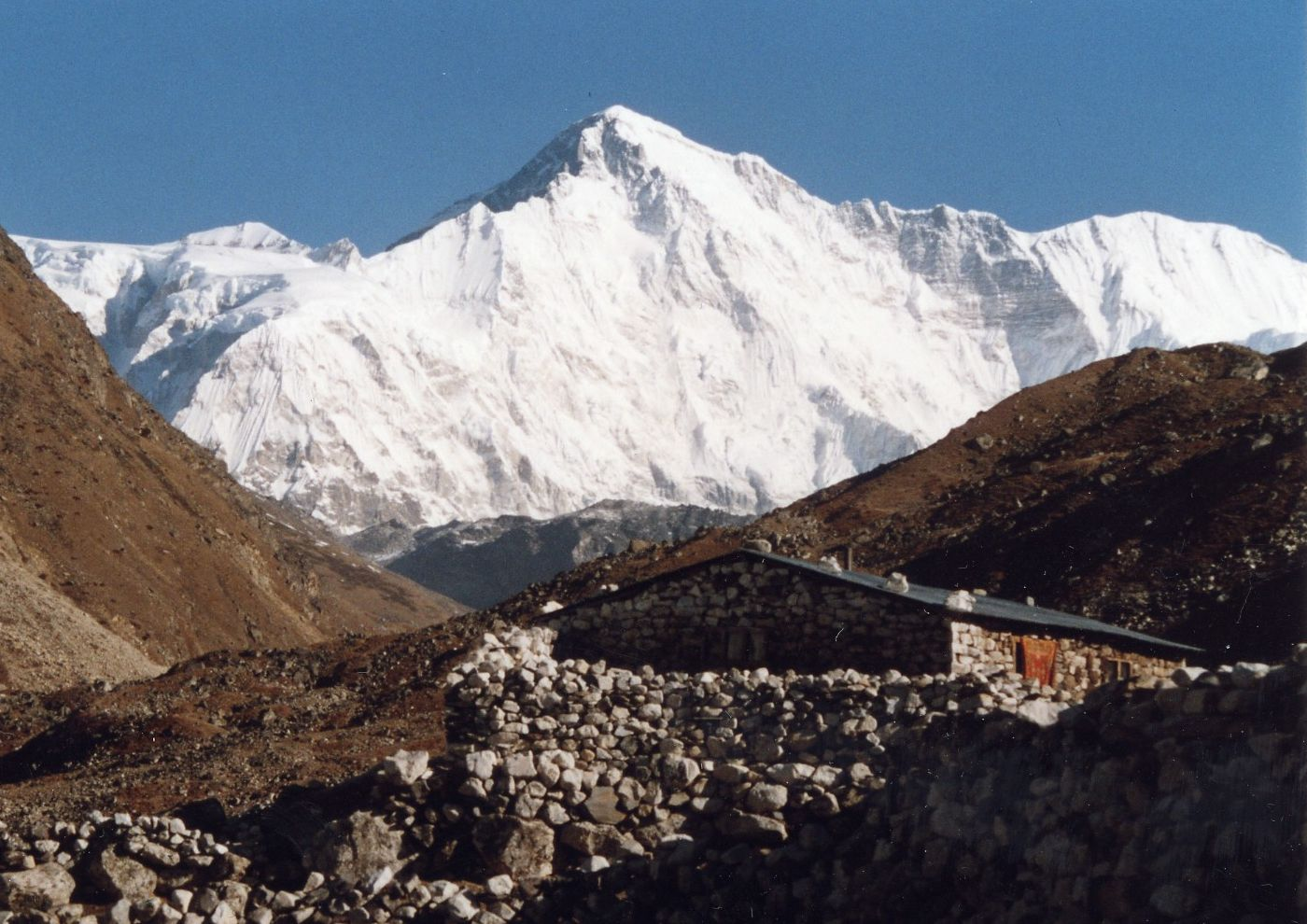
Cho Oyu
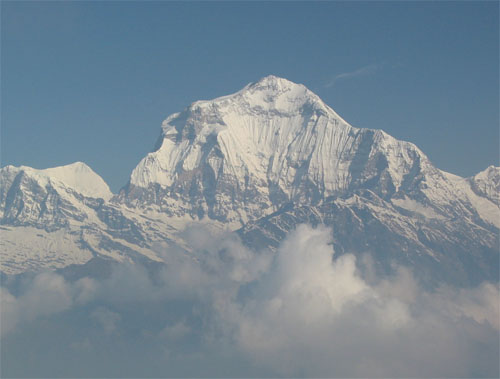
Dhaulagiri
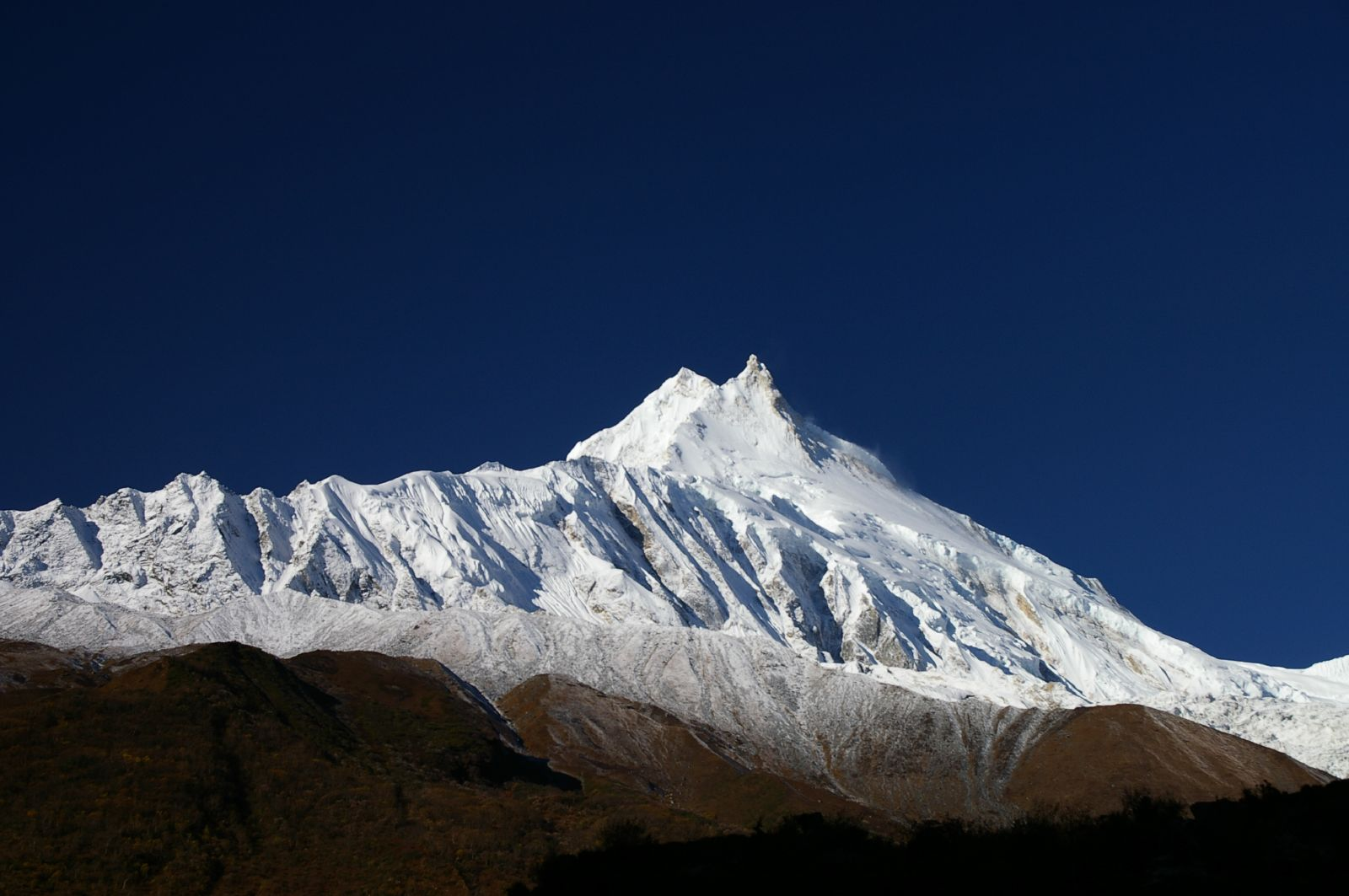
Manaslu
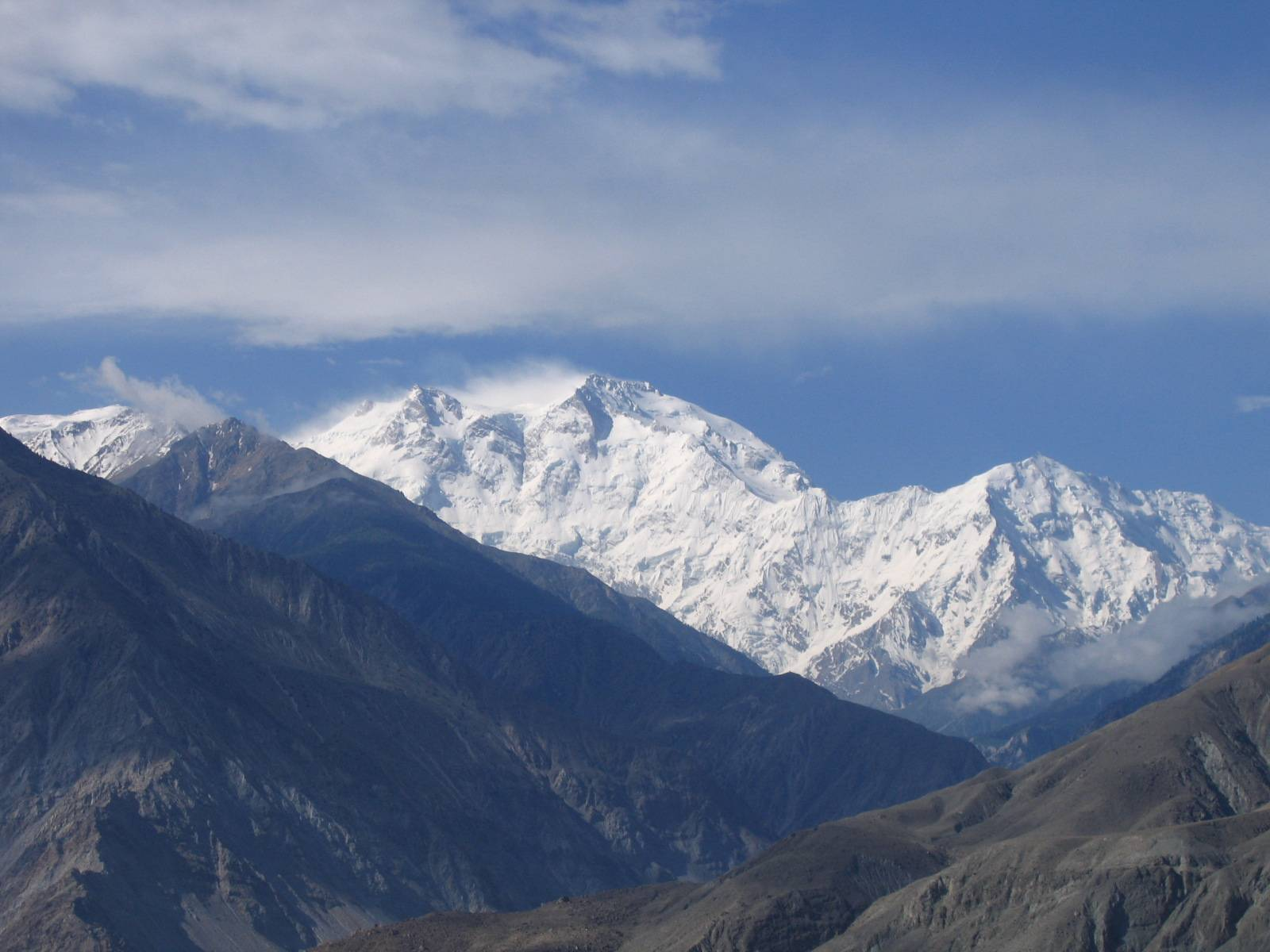
Nanga Parbat
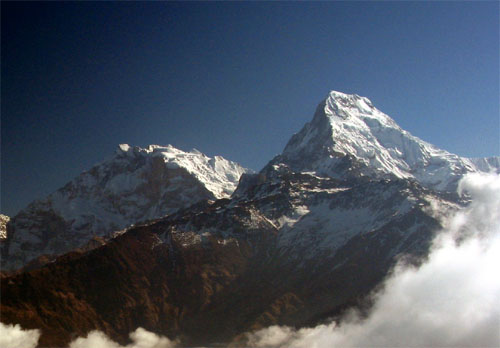
Annapurna
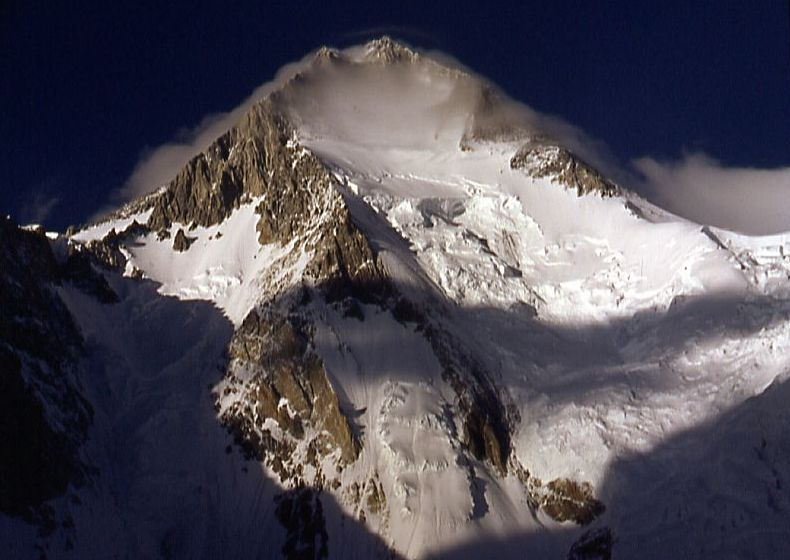
Gasherbrum I
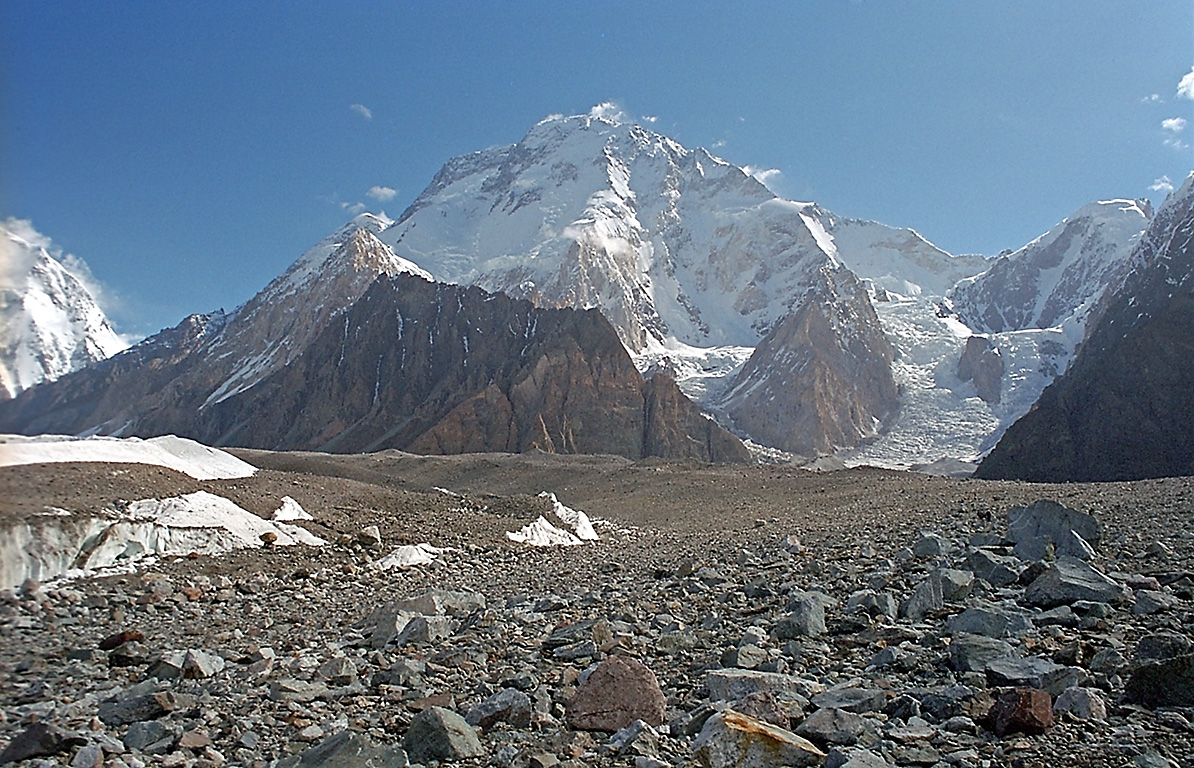
Broad Peak
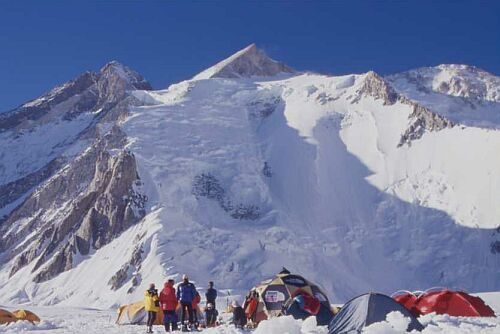
Gasherbrum II
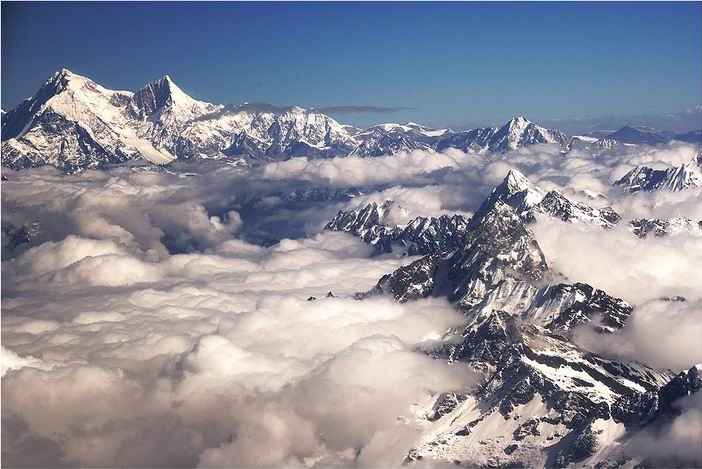
Shishapangma